# 條紋梅花鱸
條紋梅花鱸為輻鰭魚綱鱸形目鱸科梅花鱸屬的其中一種，也是其模式種，分布於歐洲多瑙河流域。

## 命名
本魚由瑞士生物學家卡爾·林奈在1758年命名，原名為，歸於鱸屬。直到1793年馬庫斯·布洛赫以本魚為模式種建立了新的梅花鱸屬
本魚的種小名「schraetser」是巴伐利亞當地人對本魚的名稱。

## 分布
本魚為底棲魚類，分布於歐洲多瑙河流域，流經國家包括奧地利、波士尼亞和黑塞哥維那、保加利亞、克羅埃西亞、捷克、德國、匈牙利、摩爾多瓦、羅馬尼亞、塞爾維亞、斯洛伐克、斯洛維尼亞及烏克蘭，是多瑙河的特有種。
本魚為淡水魚類，適應酸醎值pH7.0-7.5，硬水值10-15 dH。
本魚為溫帶魚類，分布範圍從北緯49度至北緯43度、東經8度至東經30度。適應溫度0°C至30°C。

## 形態
本魚為中小型魚，成體體長平均14.0公分，分布在12-16公分之間，最大體長全長30.0公分，通常是全長15.0公分。本魚為紡錘形，背鰭硬刺17–19枚。與其他同屬魚種的區別在於：本魚體側具三條不連續的黑色横紋，側線鱗片數為55-62+ 4–5枚。本魚背棘數為17–19枚，也與該屬其他魚種有所不同。

## 生態
成魚會群居於水流適中的大河開闊沙地與淤泥底部。夜行性，以小型無脊椎動物為食，尤其以軟體動物為主，通常曙暮性，但也可能在白天進食。幼魚為底棲。
本魚可活到15歲，在2、3歲長到12-16公分時性成熟，在4月到6月間產卵。雌魚產卵時通常會和數尾雄魚在一起。雌魚會將卵附在石頭上。

## 經濟利用
本魚非漁業對象，但會作為遊釣魚、餌魚。

## 保護現狀
本魚分布廣泛，未受任何重大威脅，無論是在歐盟27國還是全球，國際自然保護聯盟於2023年將兩者均評估為「無危物種」。

## 擴展閱讀
- 維基物種上的相關：條紋梅花鱸